# Veselka (Vítkov)
Veselka (deutsch Schneckenhof) ist ein Weiler im Ortsteil Prostřední Dvůr der Stadt Vítkov in Tschechien. Er liegt vier Kilometer nordöstlich von Vítkov und gehört zum Okres Opava.

## Geographie
Veselka befindet sich rechtsseitig über dem bewaldeten Tal der Moravice (Mohra) auf einem Sporn in der Vítkovská vrchovina (Wigstadtler Berge). Östlich der Ansiedlung liegt das Tal des Bílý potok, westlich entspringt der Veselský potok; beide Bäche münden nach kurzem Lauf in die  Moravice. Im Osten erhebt sich der Kamenný vrch (518 m n.m.), südwestlich der U Vodojemu (516 m n.m.). Veselka liegt im Naturpark Moravice. Nordwestlich befindet sich die Ruine der Burg Vikštejn.
Nachbarorte sind Vendelín, Javoří und Filipovice im Norden, Albrechtický Mlýn, Bukovina, Jelenice und Lesní Albrechtice im Nordosten, Březová im Osten, Větřkovice im Südosten, Nové Vrbno und Kamenka im Süden, Prostřední Dvůr und Horní Ves im Südwesten, Podhradí im Westen sowie Nýtek, Dubová, Annino údolí und Radkov im Nordwesten.

## Geschichte
Nachdem sich 1795 die meisten Bauern der Herrschaft Wigstadtl aus der Robot freigekauft und nur noch die Häusler Fußrobot zu leisten hatten, begann die Herrschaft mit der Parzellierung der herrschaftlichen Meierhöfe. Im Jahre 1801 kaufte die Wigstadtler Bürgerschaft den Schneckenhof von Emanuel von Zawisch-Ossenitz und gründete an der Stelle des Hofes eine Kolonie.
Im Jahre 1834 bestand die Kolonie Schneckenhof aus 8 Häusern, in denen 41 deutschsprachige Personen lebten. Haupterwerbsquellen bildeten der Ackerbau und die Leinweberei. Pfarr- und Schulort war Wigstadtel. Bis zur Mitte des 19. Jahrhunderts blieb Schneckenhof der Minderherrschaft Wigstadtel untertänig.
Nach der Aufhebung der Patrimonialherrschaften gehörte die Kolonie Schneckenhof / Šnekovec ab 1849 zur Gemeinde Oberdorf / Horní Ves im Gerichtsbezirk Wigstadtl. Ab 1869 wurden sie Teil des Bezirks Troppau. Nach der Gründung der Tschechoslowakei wurde der tschechische Ortsname 1919 in Veselka geändert. 1920 wurde die Kolonie zusammen mit Wigstadtl Oberdorf (Vítkov Horní Ves) nach Wigstadtl eingemeindet.
Beim Zensus von 1921 lebten in den 12 Häusern von Schneckenhof / Veselka 51 Deutsche. Abseits der Siedlung lag das gleichnamige Hegerhaus. Nach dem Münchner Abkommen wurde Schneckenhof 1938 dem Deutschen Reich zugesprochen und gehörte bis 1945 zum Landkreis Troppau. Nach dem Ende des Zweiten Weltkrieges 1945 kam Veselka zur Tschechoslowakei zurück, die meisten der deutschsprachigen Bewohner wurden vertrieben. 1949 wurde Veselka dem neu gebildeten Okres Vítkov zugeordnet, der bei der Gebietsreform von 1960 wieder aufgehoben wurde. Ab 1961 erhielt Veselka den Status eines Ortsteils. Zum 1. Juli 1975 erfolgte die Vereinigung der Ortsteile Prostřední Dvůr, Nýtek und Veselka zu einem Ortsteil Prostřední Dvůr.

## Ortsgliederung
Der Weiler Veselka gehört zum Ortsteil Prostřední Dvůr.
Veselka ist Teil des Katastralbezirkes Vítkov.

## Sehenswürdigkeiten
- Steinernes Kreuz aus weißem schlesischem Marmor, geschaffen 1801[4]